# Michaił Kozochotski
Michaił Andriejewicz Kozochotski (ur. 1901 w Czerepowcu, zm. 1965 w Kalininie) – funkcjonariusz NKWD, wykonawca zbrodni katyńskiej.
W 1919 wstąpił do Czeki i RKP(b), w 1934 został sekretarzem wołogodzkiego sektora operacyjnego OGPU, następnie sekretarz wielkołuckiego okręgowego Wydziału NKWD. Od 1937 szef 5. wydziału wielkołuckiego okręgowego Oddziału NKWD, od 1938 p.o. naczelnika sekretariatu i szefa 8. Oddziału Zarządu NKWD obwodu kalinińskiego. Od 1939 szef I Oddziału Zarządu NKWD obwodu kalinińskiego w stopniu młodszego lejtnanta, a następnie lejtnanta. Brał udział w mordowaniu polskich jeńców w Twerze, za co rozkazem Ławrientija Berii z 26 X 1940 otrzymał nagrodę pieniężną. Po wojnie szef I Oddziału Specjalnego Zarządu MWD obwodu kalinińskiego w stopniu podpułkownika. We wrześniu 1946 zwolniony z powodu złego stanu zdrowia.

## Odznaczenia
- Order Lenina (1945)
- Order Czerwonego Sztandaru (1945)
- Order „Znak Honoru” (1943)
- Odznaka Zasłużony funkcjonariusz NKWD (1940)